# Cybianthus guyanensis
Cybianthus guyanensis är en viveväxtart. Cybianthus guyanensis ingår i släktet Cybianthus, och familjen viveväxter.

## Underarter
Arten delas in i följande underarter:
- C. g. guyanensis
- C. g. multipunctatus
- C. g. pseudoicacoreus